# E.B.A.H.
Albums de Tech N9ne
Vintage Tech 2
(2012) Boiling Point
(2012)
E.B.A.H. est le quatrième EP du rappeur Tech N9ne, sorti le 18 septembre 2012.
L'album s'est classé 3e au Top Rap Albums, 4e au Top R&B/Hip-Hop Albums, 5e au Top Independent Albums, 17e au Top Digital Albums et 31e au Billboard 200.

## Liste des titres
| No  | Titre                                | Contient un (des) sample(s) de               | Durée |
| --- | ------------------------------------ | -------------------------------------------- | ----- |
| 1.  | E.B.A.H. Landing (Skit)              |                                              | 0:04  |
| 2.  | E.B.A.H.                             |                                              | 4:02  |
| 3.  | Earregular                           |                                              | 3:41  |
| 4.  | Don't Tweet This                     | Snake Ya de Tech N9ne featuring Krizz Kaliko | 3:29  |
| 5.  | Rock Yo Head (featuring 816 Boyz)    |                                              | 3:28  |
| 6.  | Next Message (Skit)                  |                                              | 0:13  |
| 7.  | Boy Toy                              |                                              | 3:06  |
| 8.  | KJOMD (featuring Krizz Kaliko)       |                                              | 3:58  |
| 9.  | A Real 1 (featuring J.L. of B. Hood) |                                              | 4:59  |
| 10. | Shut the Fuck Up (Skit)              |                                              | 0:09  |